# 布達佩斯地鐵3號線
布達佩斯地鐵3號線（匈牙利語：Hármas metró）是匈牙利布達佩斯的一條地鐵路線，每日客流量為626,179人。布達佩斯地鐵3號線開業於1976年12月31日，是布達佩斯的第三條地鐵路線，也是布達佩斯目前最長的地鐵路線。布達佩斯地鐵3號線和布達佩斯地鐵1號線一樣，並不經由布達。从2017年布達佩斯地鐵3號線开始使用新车。